# Lavoixia macrocarpa
Lavoixia macrocarpa là một loài thực vật có hoa thuộc họ Arecaceae.
Loài này chỉ có ở New Caledonia.